# Houlbec-Cocherel
Pour les articles homonymes, voir Houlbec et Cocherel.
Houlbec-Cocherel est une commune française située dans le département de l'Eure en région Normandie. Ses habitants sont appelés Houlbecquois.

## Géographie

### Localisation
Houlbec-Cocherel est une commune périurbaine située à 7 km à vol d'oiseau au nord de Pacy-sur-Eure, 16 km au nord-est d'Évreux, 9 km à l'ouest de Vernon et 28 km au nord-ouest de Mantes-la-Jolie.
La commune est située dans la plaine de Cocherel  Site inscrit (1977).
Elle se trouve dans l'aire d'attraction de Paris, dans la zone d'emploi de Vernon - Gisors et dans le bassin de vie de Pacy-sur-Eure.

### Communes limitrophes
Les communes limitrophes sont  Chambray, Hardencourt-Cocherel, Jouy-sur-Eure, La Chapelle-Longueville, Mercey, Ménilles et Rouvray.
|                                     | Sainte-Colombe-près-Vernon, La Chapelle-Longueville (comm. dél. de La Chapelle-Réanville) | Mercey                 |
| Chambray Rouvray                    | Houlbec-Cocherel                                                                          | Saint-Vincent-des-Bois |
| Jouy-sur-Eure, Hardencourt-Cocherel | Ménilles                                                                                  |                        |

### Géologie et relief
La superficie de la commune est de 11,64 km2 ; son altitude varie de 35  à   143 mètres.

### Hydrographie
La commune est située dans le bassin Seine-Normandie. Elle est drainée par l'Eure, le fossé 01 de la commune de Chambray et  et un autre petit cours d'eau,.
L'Eure, un canal, chenal et cours d'eau naturel non navigable d'une longueur de 229 km, prend sa source dans la commune de Longny les Villages et se jette  dans la Seine à Saint-Pierre-lès-Elbeuf, après avoir traversé 91 communes.

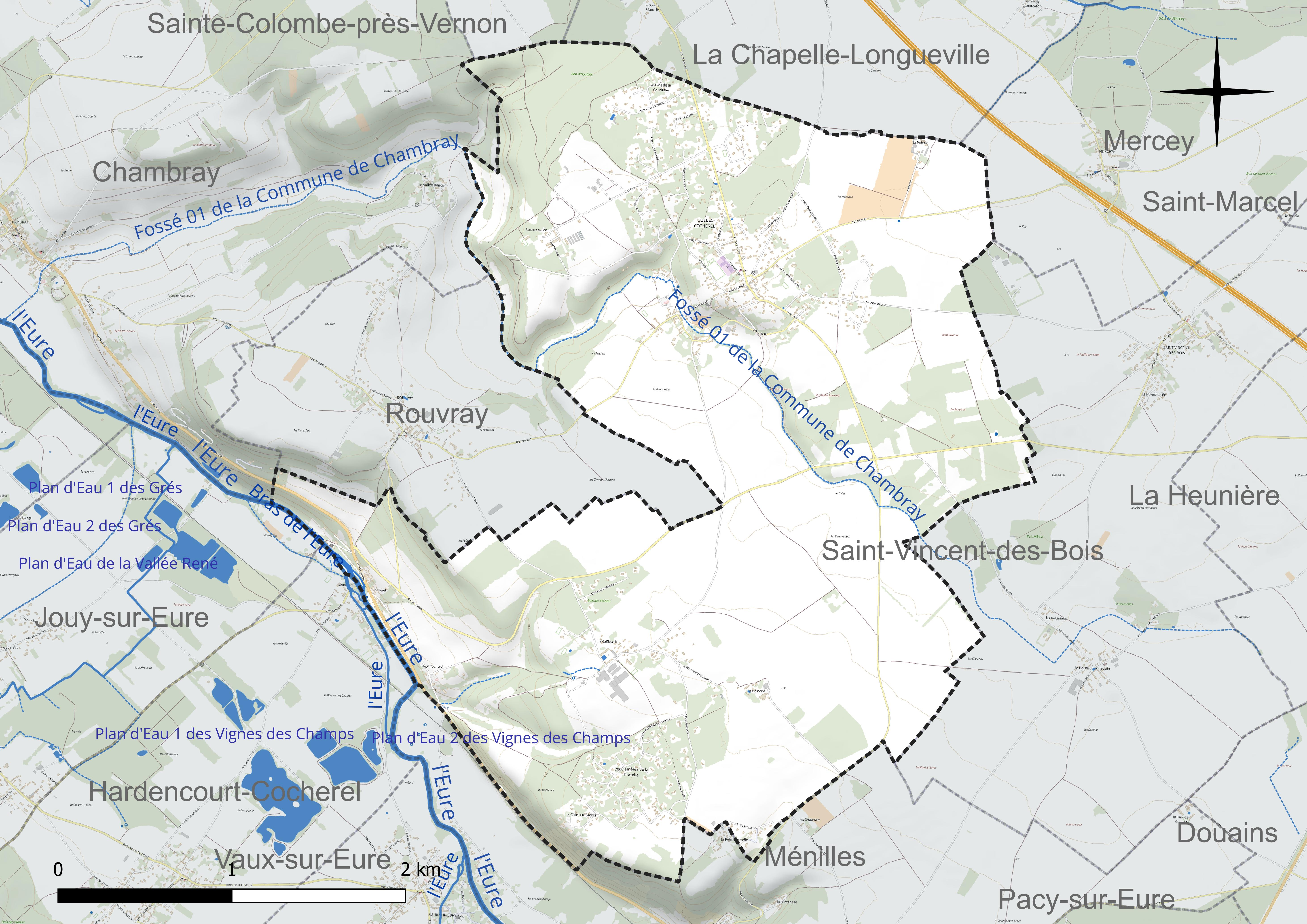
Réseau hydrographique d'Houlbec-Cocherel.

### Climat
Pour des articles plus généraux, voir Climat de la Normandie et Climat de l'Eure.
En 2010, le climat de la commune est de type climat océanique dégradé des plaines du Centre et du Nord, selon une étude du CNRS s'appuyant sur une série de données couvrant la période 1971-2000. En 2020, Météo-France publie une typologie des climats de la France métropolitaine dans laquelle la commune est exposée à un climat océanique et est dans la région climatique Sud-ouest du bassin Parisien, caractérisée par une faible pluviométrie, notamment au printemps (120 à 150 mm) et un hiver froid (3,5 °C). Parallèlement le GIEC normand, un groupe régional d’experts sur le climat, différencie quant à lui, dans une étude de 2020, trois grands types de climats pour la région Normandie, nuancés à une échelle plus fine par les facteurs géographiques locaux. La commune est, selon ce zonage, exposée à un « climat des plateaux abrités », correspondant aux plaines agricoles de l’Eure, avec une pluviométrie beaucoup plus faible que dans la plaine de Caen en raison du double effet d’abri provoqué par les collines du Bocage normand et par celles qui s’étendent sur un axe du Pays d'Auge au Perche.
Pour la période 1971-2000, la température annuelle moyenne est de 10,7 °C, avec  une amplitude thermique annuelle de 14,8 °C. Le cumul annuel moyen de précipitations est de 672 mm, avec 11,2 jours de précipitations en janvier et 8,1 jours en juillet. Pour la période 1991-2020, la température moyenne annuelle observée sur la station météorologique la plus proche, située sur la commune de Huest à 12 km à vol d'oiseau, est de 11,2 °C et le cumul annuel moyen de précipitations est de 600,6 mm,. Pour l'avenir, les paramètres climatiques de la commune estimés pour 2050 selon différents scénarios d’émission de gaz à effet de serre sont consultables sur un site dédié publié par Météo-France en novembre 2022.

## Urbanisme

### Typologie
Au 1er janvier 2024, Houlbec-Cocherel est catégorisée commune rurale à habitat dispersé, selon la nouvelle grille communale de densité à 7 niveaux définie par l'Insee en 2022.
Elle est située hors unité urbaine. Par ailleurs la commune fait partie de l'aire d'attraction de Paris, dont elle est une commune de la couronne,.

### Occupation des sols

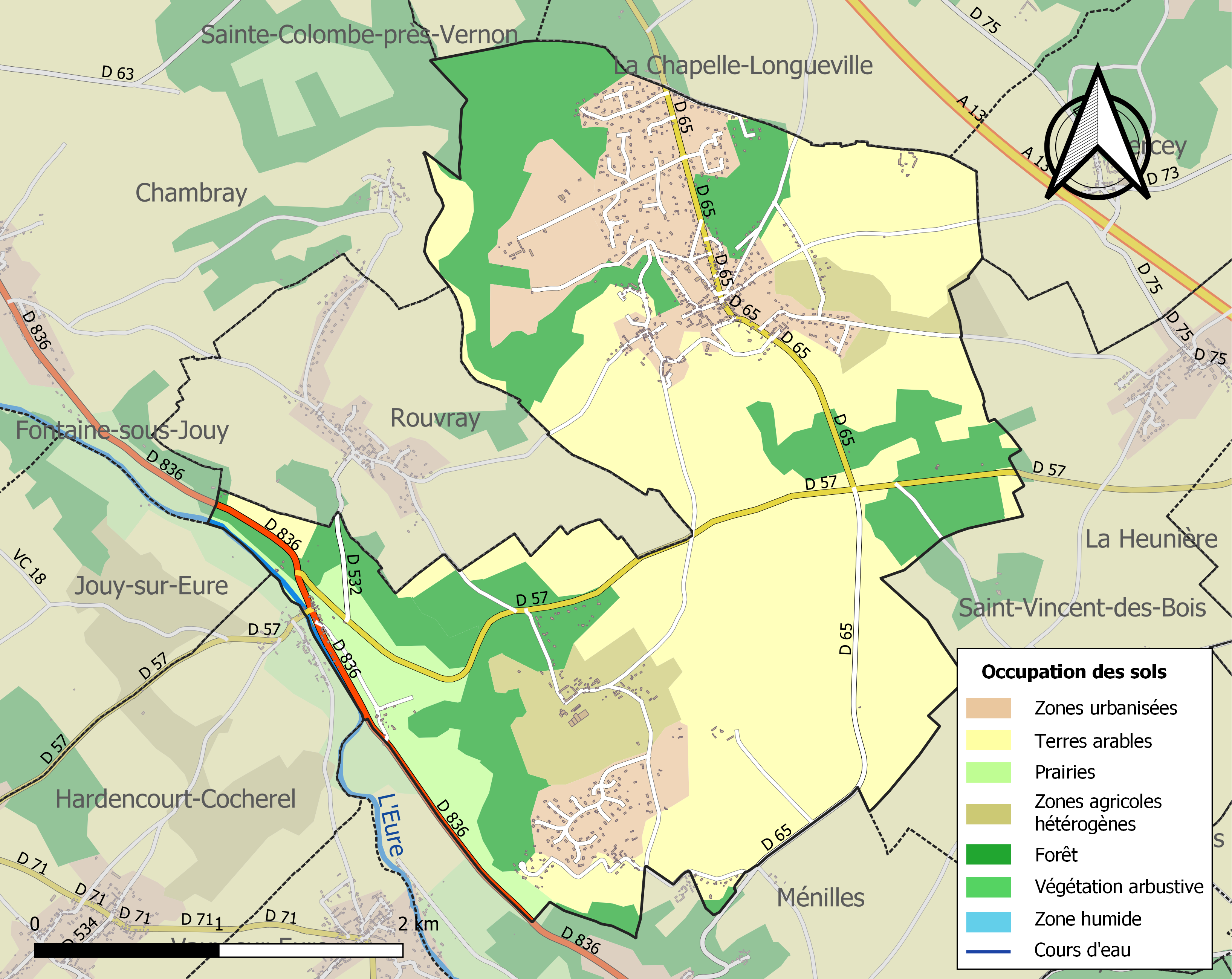
Carte des infrastructures et de l'occupation des sols de la commune en 2018 (CLC).

### Morphologie urbaine
Le bourg de Houlbec se compose de deux parties distinctes, l'une située sur le plateau de Madrie, où l'on trouve la mairie, les écoles et la salle polyvalente, l'autre (le Bas Houlbec), en contrebas, le long du ru, où sont situés l'église Saint-Pierre, et le cimetière qui l'entoure.

### Lieux-dits, hameaux et écarts
La commune englobe plusieurs hameaux, Cocherel, la Moinerie, la Cailletterie, la Petite Fortelle, la Grande Fortelle, la Poterie et la Côte aux Brebis

### Habitat et logement
En 2021, le nombre total de logements dans la commune était de 621, alors qu'il était de 619 en 2016 et de 603 en 2011.
Parmi ces logements, 84,2 % étaient des résidences principales, 13,2 % des résidences secondaires et 2,6 % des logements vacants. Ces logements étaient pour 98,8 % d'entre eux des maisons individuelles et pour 0,3 % des appartements.
Le tableau ci-dessous présente la typologie des logements à Houlbec-Cocherel en 2021 en comparaison avec celle de l'Eure et de la France entière. Une caractéristique marquante du parc de logements est ainsi une proportion de résidences secondaires et logements occasionnels (13,2 %) supérieure à celle du département (6,2 %) et à celle de la France entière (9,7 %).
| Typologie                                               | Houlbec-Cocherel | Eure | France entière |
| ------------------------------------------------------- | ---------------- | ---- | -------------- |
| Résidences principales (en %)                           | 84,2             | 85,8 | 82,2           |
| Résidences secondaires et logements occasionnels (en %) | 13,2             | 6,2  | 9,7            |
| Logements vacants (en %)                                | 2,6              | 8    | 8,1            |

## Toponymie
- Houlbec, un ancien hameau d’Houlbec-Cocherel, est attesté sous les formes Houlebet en 1234 (bulle de Grégoire IX), Houllebec en 1786 (le P. Anselme, IX)[16].
Le toponyme Houlbec (Holbec XIIe siècle) est dérivé du scandinave Holr bekkr signifiant  « ruisseau en creux » ou « ravine »[17]. On trouve de nombreux Houlbec, Houllebec en Normandie qui s'appliquent à des cours d'eau et / ou à des villages.
- Cocherel est attesté sous les formes Cokerellus en 1011 (ch. de Raoul d’Ivry), Coquerel et Quoquerel au XIIIe siècle (cart. de Jumiéges), Cokerel en 1207 (cart. de Saint-Ouen), Quocherel vers 1250 (Bibllotéque nationale), Coucherel en 1364 (Froissart), Coicherel en 1364 (lettres du captal de Buch), Cocheret en 1631 (Tassin, Plans et profilz)[18].
Cocherel est analogue aux Cocherel du sud et aux Cocquerel du nord de la ligne Joret. Ces toponymes correspondraient à des moulins à eau ou à vent[19].

## Histoire

### Moyen Âge
Cocherel est entrée dans l'histoire lorsque Bertrand du Guesclin y masse ses troupes avant de mettre en déroute les Anglo-Navarrais en 1364, sachant toutefois que le terrain de bataille se situe sur le territoire de la commune d'Hardencourt-Cocherel.

### Temps modernes
Le fief d'Houlbec, au Moyen Âge, et jusqu'à la Révolution française, se divisait en deux portions : Houlbec-le-Pré et Houlbec-la-Salle. Leurs manoirs s'élevaient dans le vallon. Celui du Pré, situé au sud-est du Bas Houlbec, est  détruit au début du XXe siècle. L'autre, celui de la Salle, bâti derrière le chevet de l'église, est  détruit à la Révolution.
Houlbec-Cocherel est constituée de deux villages, Houlbec et Cocherel, dont la fusion remonterait au XVIIe siècle.

## Politique et administration

### Rattachements administratifs et électoraux

#### Rattachements administratifs
La commune se trouve depuis 1926 dans l'arrondissement d'Évreux du département de l'Eure.
Elle faisait partie de 1793 à 1982 du canton de Vernon, année où elle intègre le canton de Vernon-Sud. Dans le cadre du redécoupage cantonal de 2014 en France, cette circonscription administrative territoriale a disparu, et le canton n'est plus qu'une circonscription électorale.

#### Rattachements électoraux
Pour les élections départementales, la commune fait partie depuis 2014 du canton de Pacy-sur-Eure
Pour l'élection des députés, elle fait partie de la cinquième circonscription de l'Eure.

### Intercommunalité
Houlbec-Cocherel était membre de la communauté d'agglomération des Portes de l'Eure, un établissement public de coopération intercommunale (EPCI) à fiscalité propre créé en 2003 et auquel la commune avait transféré un certain nombre de ses compétences, dans les conditions déterminées par le code général des collectivités territoriales.
Dans le cadre des dispositions de la loi portant nouvelle organisation territoriale de la République du 7 août 2015, qui prévoit que les établissements publics de coopération intercommunale (EPCI) à fiscalité propre doivent avoir un minimum de 15 000 habitants, cette intercommunalité a fusionné avec ses voisines pour former, le 1er janvier 2017, la communauté d'agglomération dénommée Seine Normandie Agglomération, dont est désormais membre la commune.

### Liste des maires
| Période                                  | Période                   | Identité         | Étiquette   | Qualité |
| ---------------------------------------- | ------------------------- | ---------------- | ----------- | --- |
| Les données manquantes sont à compléter. |                           |                  |             | |
| vers 1871                                |                           | Joseph Bully     | Républicain | Procureur de la République révoqué après le coup d'État du 2 décembre 1851, Propriétaire à Houlbec-Cocherel |
| Les données manquantes sont à compléter. |                           |                  |             | |
| vers 1878                                |                           | Joseph Bully     | Républicain | Conseiller général de Vernon (1877 → 1890) Député de l'Eure (1882 → 1885 et 1889 → 1890)                    |
| Les données manquantes sont à compléter. |                           |                  |             | |
| vers 1933                                |                           | N. Chevallier    |             | |
| Les données manquantes sont à compléter. |                           |                  |             | |
| 1983                                     | mars 2008                 | Jacques Destiné, |             | Instituteur à l’école d’Houlbec-Cocherel puis à la maison d’arrêt d’Évreux                                  |
| mars 2008                                | 2014                      | Didier Herbeaux  |             | Ingénieur, directeur du site d’ArianeGroup à Vernon                                                         |
| 2014                                     | décembre 2022             | Moïse Caron      | SE          | Cadre supérieur du BTP Mort en fonction                                                                     |
| mars 2023,                               | En cours (au 14 mai 2024) | Serge Fontaine   |             | Menuisier agenceur dans une entreprise de BTP                                                               |

## Équipements et services publics
Au printemps 2020, la mairie a été déplacée, car l'ancienne mairie était installée dans des locaux peu fonctionnels et dont la mise à niveau aurait couté trop cher.
L'ancienne cantine scolaire, inutilisée de longue date et jouxtant la salle polyvalente de la commune, a été transformée pour devenir la maison commune, et l'ancien édifice sert désormais de maison des associations,.

### Espaces publics
La commune a obtenu sa première fleur au Concours des villes et villages fleuris en 2021.

### Postes et télécommunications
L'agence postale communale est installée dans les nouveaux locaux de la mairie.

## Population et société

### Démographie
L'évolution du nombre d'habitants est connue à travers les recensements de la population effectués dans la commune depuis 1793. Pour les communes de moins de 10 000 habitants, une enquête de recensement portant sur toute la population est réalisée tous les cinq ans, les populations de référence des années intermédiaires étant quant à elles estimées par interpolation ou extrapolation. Pour la commune, le premier recensement exhaustif entrant dans le cadre du nouveau dispositif a été réalisé en 2004.

En 2022, la commune comptait 1 270 habitants, en évolution de −3,79 % par rapport à 2016 (Eure : −0,25 %, France hors Mayotte : +2,11 %).
| 1793 | 1800 | 1806 | 1821 | 1831 | 1836 | 1841 | 1846 | 1851 |
| ---- | ---- | ---- | ---- | ---- | ---- | ---- | ---- | ---- |
| 460  | 475  | 492  | 531  | 509  | 511  | 508  | 507  | 478  |

| 1856 | 1861 | 1866 | 1872 | 1876 | 1881 | 1886 | 1891 | 1896 |
| ---- | ---- | ---- | ---- | ---- | ---- | ---- | ---- | ---- |
| 471  | 457  | 472  | 437  | 483  | 506  | 464  | 491  | 492  |

| 1901 | 1906 | 1911 | 1921 | 1926 | 1931 | 1936 | 1946 | 1954 |
| ---- | ---- | ---- | ---- | ---- | ---- | ---- | ---- | ---- |
| 455  | 460  | 432  | 384  | 383  | 385  | 325  | 331  | 379  |

| 1962 | 1968 | 1975 | 1982 | 1990  | 1999  | 2004  | 2006  | 2009  |
| ---- | ---- | ---- | ---- | ----- | ----- | ----- | ----- | ----- |
| 341  | 407  | 460  | 859  | 1 127 | 1 188 | 1 343 | 1 342 | 1 346 |

| 2014  | 2019  | 2022  | - | - | - | - | - | - |
| ----- | ----- | ----- | - | - | - | - | - | - |
| 1 331 | 1 280 | 1 270 | - | - | - | - | - | - |

### Sports et loisirs
Le Vélo club de Vernon (VC Vernon) organise à Houlbec-Cocherel son Grand prix cycliste Souvenir Brigitte Dumont – Jean-Louis Frélicot, dont la 11e édition a eu lieu le 25 septembre 2022.

## Culture locale et patrimoine

### Lieux et monuments

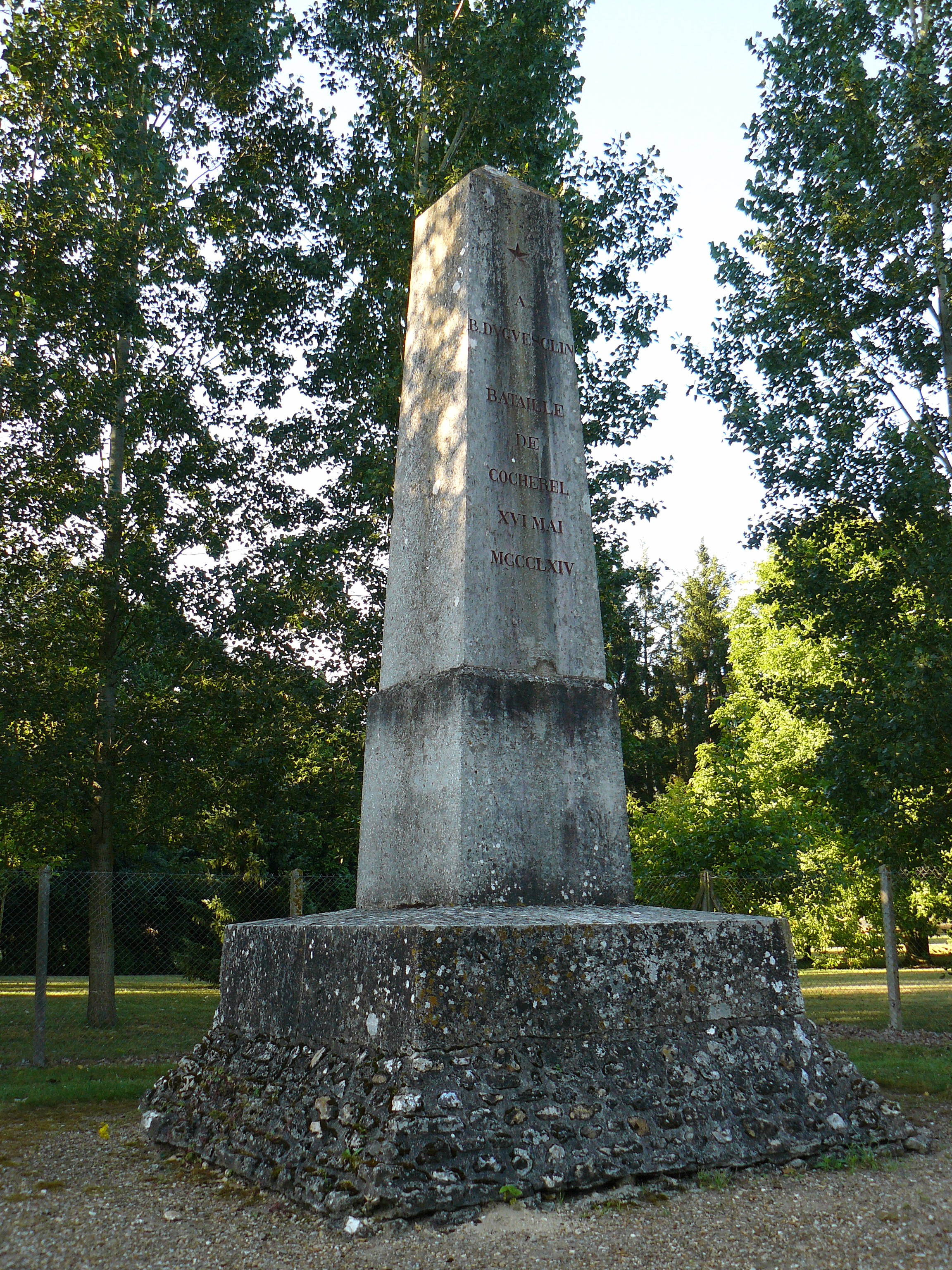
Monument commémoratif dédié à Bertrand du Guesclin (situé sur la commune d'Hardencourt-Cocherel).

- La bataille de Cocherel s'est déroulée le 16 mai 1364 sur le territoire actuel des deux communes Houlbec-Cocherel et Hardencourt-Cocherel. C'est sur le territoire de cette dernière que se trouve la pyramide commémorative, où est gravé :

A

B. DU GUESCLIN

BATAILLE DE COCHEREL

XVI MAI MCCCLXIV
- Ancienne grange cistercienne de la Moinerie[35].
- Tombe d'Aristide Briand : Le président  du Conseil a découvert fortuitement, lors d'une partie de chasse, le petit hameau de Cocherel (commune d'Houlbec-Cocherel). Pendant quelque temps, il s'est contenté de louer une chambre à l'auberge Querolle, en face du pont. Il s'y plaisait tant qu'il a, petit à petit, acheté plusieurs propriétés où il aimait à venir, loin des soucis de la vie politique et où il vivait simplement au milieu des habitants. Il a demandé à être inhumé à proximité du cimetière attenant à l'église Notre-Dame de Cocherel, où son tombeau, une sobre et massive dalle de granit, regarde la vallée d'Eure.
- Statue d'Aristide Briand (tout près du pont sur l'Eure située aussi sur le territoire de la commune d'Hardencourt-Cocherel)
- Église Notre-Dame de Cocherel, cette église[Note 5], dont l'origine est très ancienne, est dédiée à Notre-Dame. Le patronage en revenait à l'abbaye Saint-Ouen de Rouen. La porte d'entrée, en anse de panier, présente une voussure ornée de feuillages et d'animaux rampants, caractéristiques du gothique tertiaire. C'est le seul témoin de la construction primitive. À l'intérieur, se trouvent des statues de sainte Barbe du XVe siècle, saint Sébastien et sainte Anne du XVIe siècle.

- Lavoirs anciens : celui du Bas-Houlbec et celui de Cocherel.
- Église Saint-Pierre du Bas Houlbec[36] où sont conservés d'anciens costumes de charitons. Cette église, contient les statues de sainte Catherine du XVe siècle, sainte Barbe et de saint Michel du XVIe siècle. Dans le cimetière se trouvent les sépultures de la famille Aulanier du Hallay[Qui ?], du député[37] Castelli[38] et du député de l'Eure de la IIIe République Ambroise Bully (1882-1890) ; tombe collective des abbés Lemaître[Qui ?] et Brunet[Qui ?].

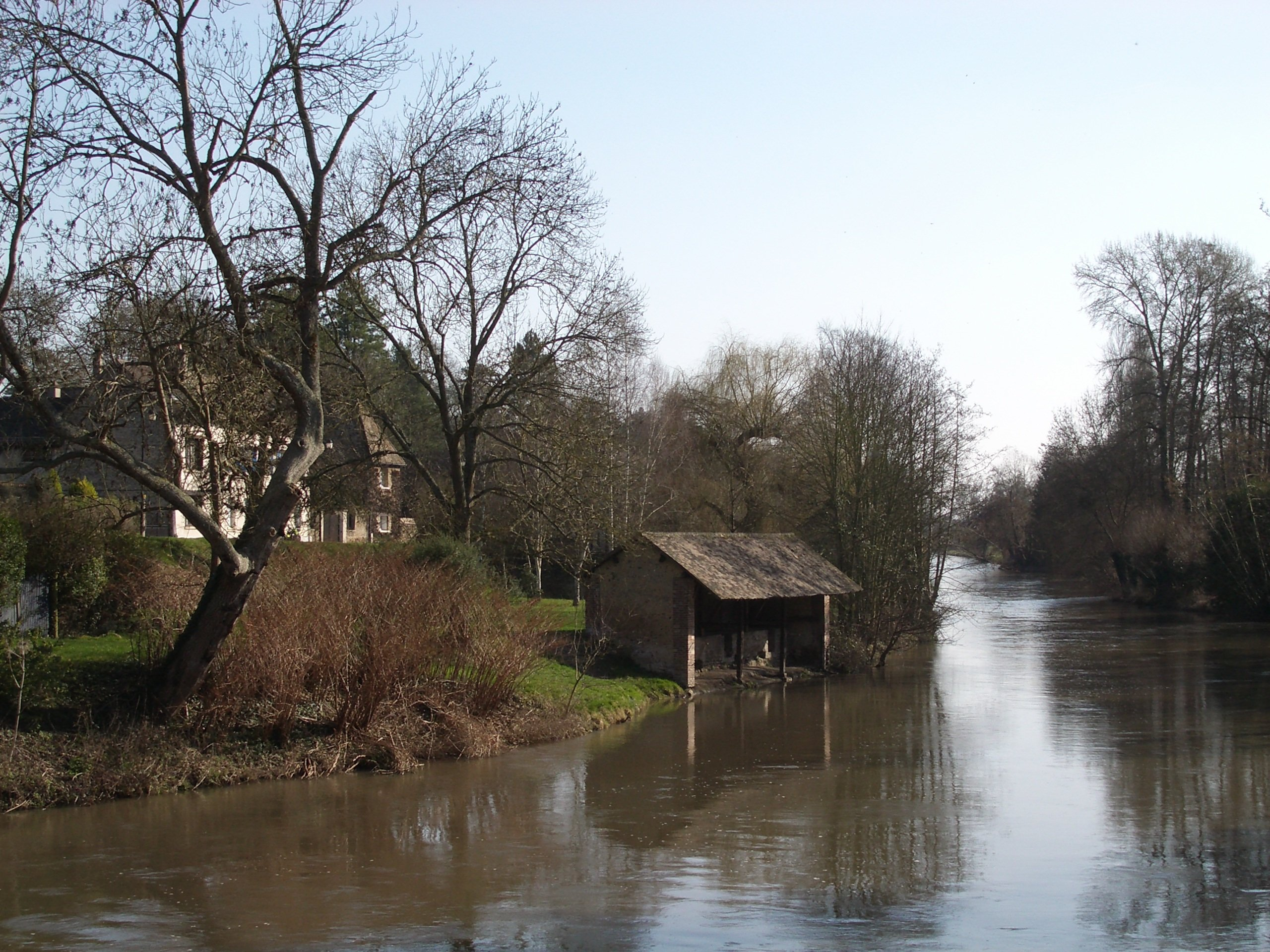
Le lavoir de Cocherel.
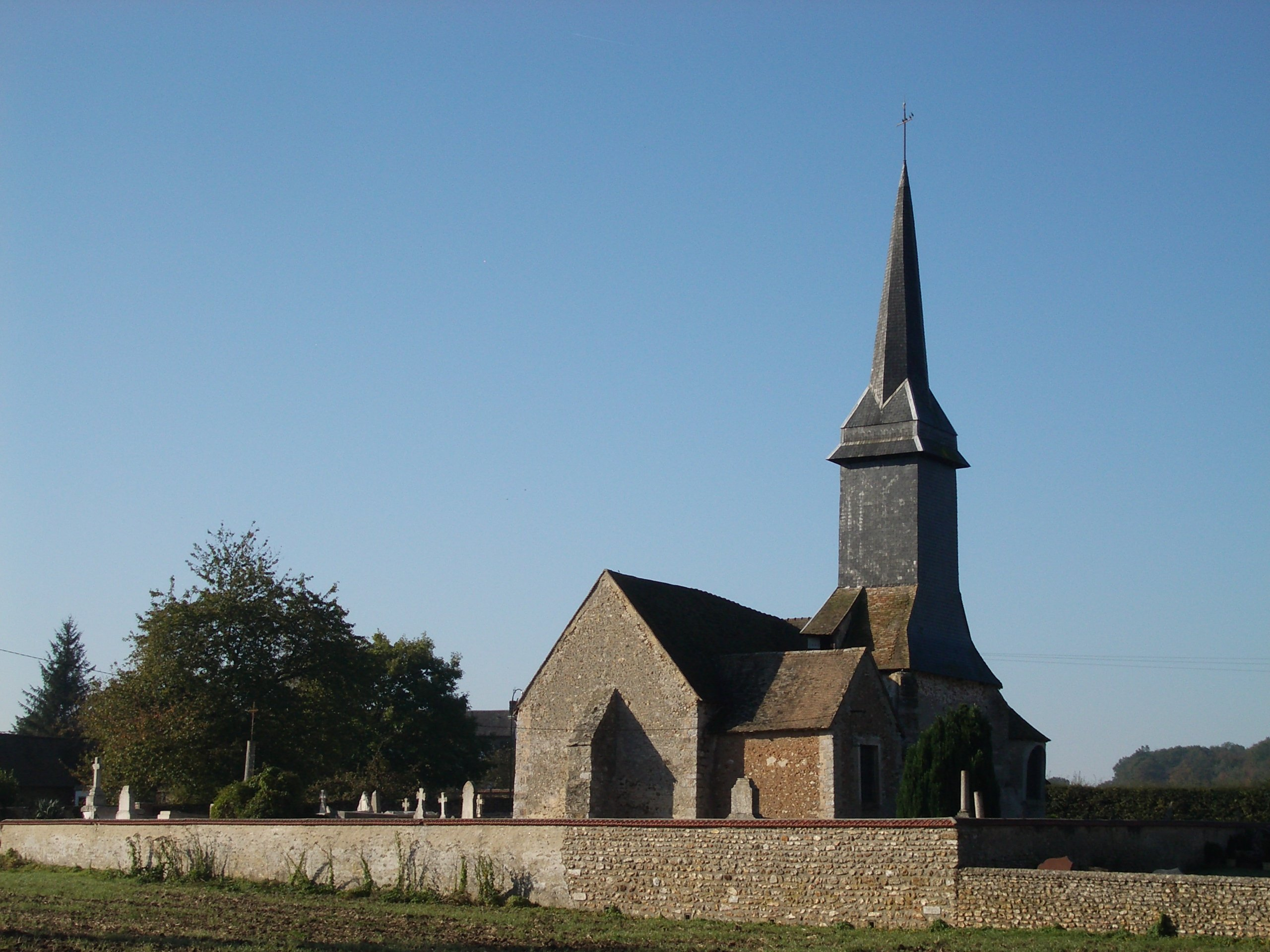
L'église Saint-Pierre à Houlbec.
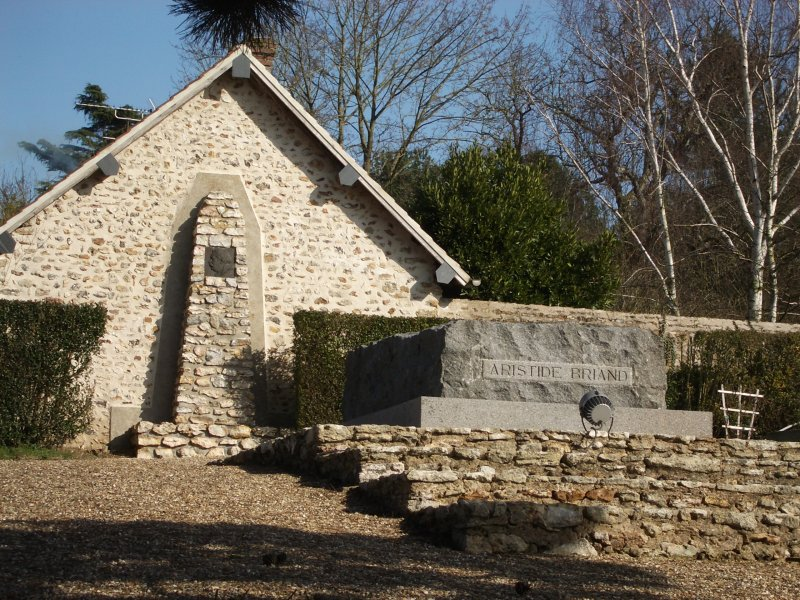
Le tombeau d'Aristide Briand.

### Patrimoine naturel

#### Site classé
- Le cimetière de Cocherel  Site classé (1934)[39].
Ce classement concerne le cimetière, l’enclos du président Aristide Briand avec les arbres qui s'y trouvent, la croix à socle de pierre, l'église, les trois sapins en bordure de la route, le bâtiment en galandage contre lequel est fixée la stèle commémorative et les deux ormes plantés à l'est de ce bâtiment.

#### Site inscrit
- Le pont de Cocherel, les rives et îles de l'Eure  Site inscrit (1943)[40].
- La plaine de Cocherel  Site inscrit (1977)[1].

### Personnalités liées à la commune
- Aristide Briand (1862-1932), avocat et un homme politique français, initiateur et rapporteur de la loi de séparation des Églises et de l'État de 1905 codifiant la laïcité en France  et prix Nobel de la paix, conjointement avec Gustav Stresemann. Le charme du hameau de Cocherel, au bord de l'Eure, a séduit l'homme politique qui en fit sa résidence de prédilection. Il est enterré à Houlbec-Cocherel depuis le 3 juillet 1932, après des obsèques nationales le 12 mars 1932 à Paris[41].

- Luc-Marie Bayle (1914-2000). Officier de marine, en 1935, il effectue une campagne en Chine sur la canonnière Balny. Il est nommé peintre officiel de la marine en 1944. Il a commandé la Marine française en Polynésie de 1956 à 1958, puis a été nommé directeur du musée de la Marine de 1972 à 1980.
- Jeane Manson (1950- ), chanteuse et actrice américaine, a vécu à Houlbec-Cocherel entre 1991 et 2012-2013, année à partir desquelles elle s'est expatriée par suite de démêlés avec le Trésor public[42].
- Marc Eisenberg (1955- ),  personnalité française, homme d’affaires et philanthrope, vit à Houlbec-Cocherel dans le domaine des Bois d'Houlbec. Classé 233e fortune française, sa famille détient un patrimoine de 280 millions d'euros (en 2011).

### Héraldique
| Blason de Houlbec-Cocherel | Blason  | D'argent à une aigle bicéphale de sable, becquée et membrée de gueules, au bâton du même brochant; au chef chargé d'un léopard d'or armé et lampassé d'azur. |
| Blason de Houlbec-Cocherel | Détails | Le léopard d'or sur champ de gueules rappelle les armes de la Normandie. Création Jean-François Binon.                                                       |